# Wapen van Kornwerderzand

Wapen van Kornwerderzand

Het wapen van Kornwerderzand is het dorpswapen van het Nederlandse dorp Kornwerderzand, in de Friese gemeente Súdwest-Fryslân. Het wapen werd in 1969 geregistreerd.

## Beschrijving
De blazoenering van het wapen in het Fries luidt als volgt:
Yn goud in swarte balke, boppe forselskippe fan twa ôfskuorde koppen fan fiskmiuwen yn simmerpronk en ûnder fan in swarte read baernende granaet.
De Nederlandse vertaling luidt als volgt: 
In goud een zwarte balk, boven vergezeld van twee afgescheurde koppen van kokmeeuwen in zomerkleed en onder van een zwarte rood brandende granaat.
De heraldische kleuren zijn: goud (goud), sabel (zwart) en keel (rood).

## Symboliek
- Gouden veld: staat voor de zandplaat waar het dorp op gelegen is.[2]
- Zwarte dwarsbalk: verwijst naar de Afsluitdijk waar Kornwerderzand aan ligt.[2]
- Kokmeeuwen: duiden op de meeuwen die hier in groten getale aanwezig zijn.[2]
- Granaat: symbool voor de strijd die hier gevoerd is tijdens de Slag om de Afsluitdijk.[2]

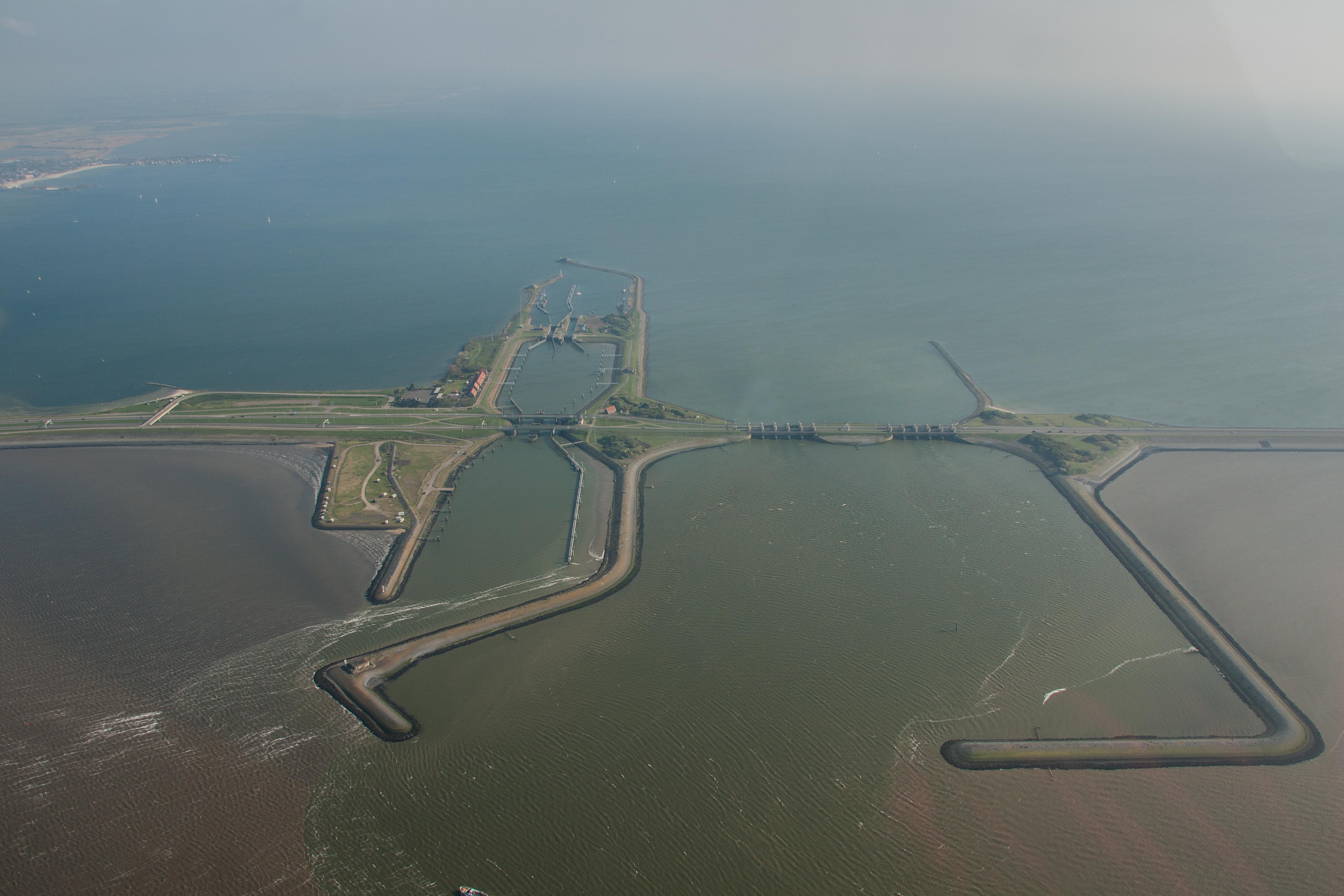
Kornwerderzand aan de Afsluitdijk.
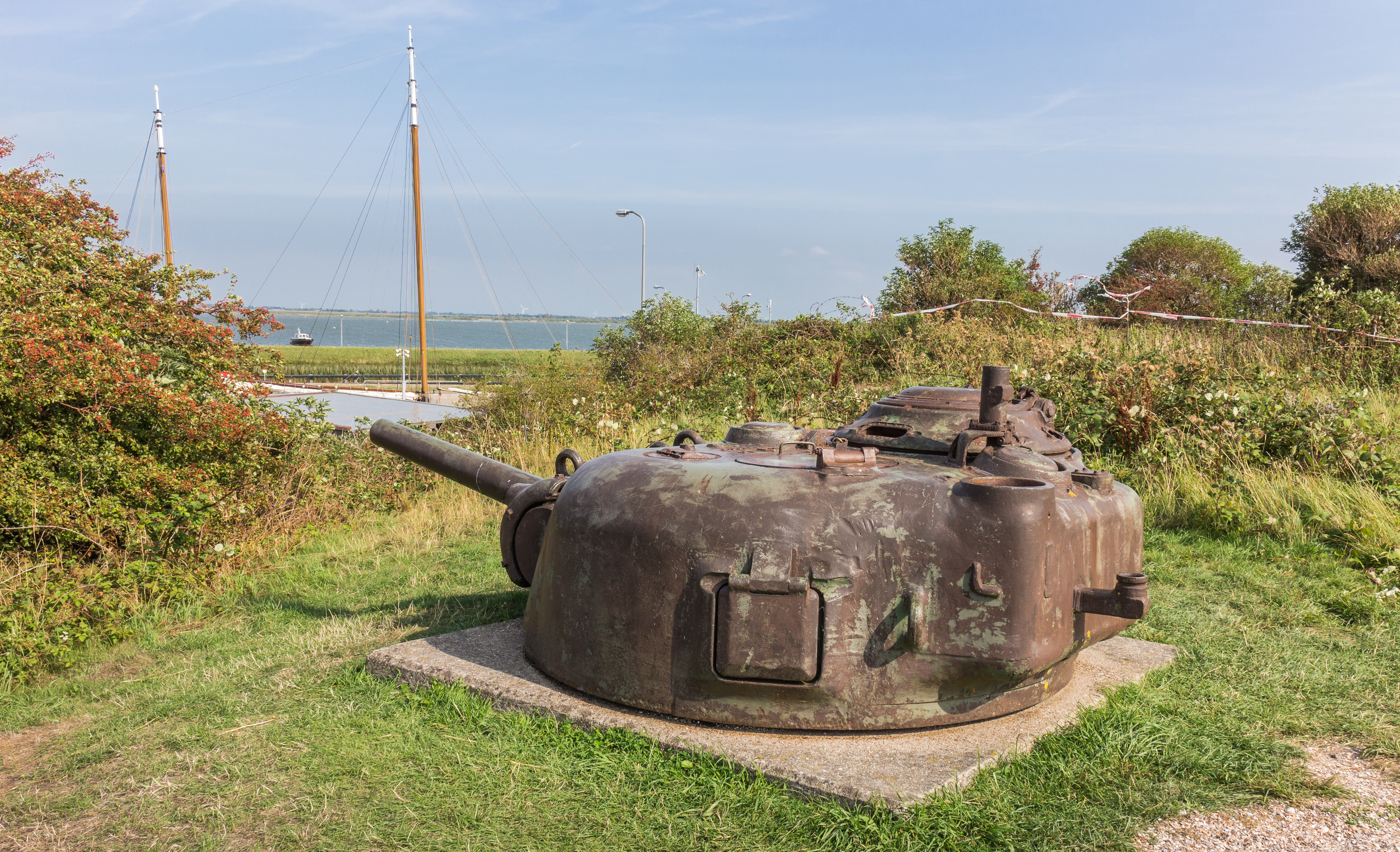
Tankkoepel bij Kornwerderzand.

## Zie ook

Vlag van Kornwerderzand